# Sofia Escobar
Sofia Escobar   (Guimarães, 29 de novembre de 1984) és una cantant soprano i actriu portuguesa. És coneguda per formar part d'alguns musicals del West End a Londres, on va interpretar el paper de Maria a West Side Story o Christine Daaé d'El Fantasma de l'òpera d'Andrew Lloyd Webber.

## Vida personal
Sofia Alexandra Cepa Escobar Ferreira da Silva va néixer el 29 de novembre de 1984 en Guimarães, districte de Braga, Portugal.
Va estudiar al Conservatório de Música de Porto i va continuar els seus estudis a la Guildhall Escola de Música i Teatre
Va obtenir una beca que va pagar la seva formació. Els seus pares no es podrien permetre els seus estudis a Londres, i van hipotecar casa seva per poder-li pagar. Sofia va treballar com a cambrera en un restaurant prop de l'escola després de les classes guanyant 5 lliures per hora, fins a les 2 de la matinada. El 21 de setembre de 2013 es va casar amb l'actor espanyol Gonzalo Ramos amb qui té un fill, Gabriel Ramos, nascut el 2014.

## Carrera
La primera experiència d'Escobar als musicals del West End va ser amb The Phantom of the Opera, després d'haver sigut actriu principal cover el 2007 i 2008. Va fer el paper principal Hanna Gzelak al musical portugues Scents of Light. Va actuar a West Side Story fent de Maria, una noia de Puerto Rico. De 2010 a 2013 va fer el paper de Christine Daaé, la protagonista principal a El fantasma de l'òpera al Her Majesty's Theatre de Haymarket, Londres. És una de les poques actrius no parlants en anglès nadiu que ha interpretat a Daaé.
Com a actriu va participar en la sèrie de televisió portuguesa Morangos com Açúcar al 2003, com a la professora Olívia Matos, durant 42 episodis. El 2009 Escobar va ser de jutge en l'espectacle de televisió portuguès Quem é o Melhor?.
El 6 d'octubre de 2012, va actuar en duet amb el tenor espanyol Josep Carreras, qui la va convidar a la seua ciutat de naixement. Entre 2015 i 2016, fou membre jurat en el programa Got Talent Portugal. El 2016 fou part del repartiment en el nou musical portuguès Eusébio, un tribut al futbolista portuguès, que va esser estrenat el 6 d'abril. El 2017, va participar en l'obra de teatre "Entre o Céu e un Terra".

## Premis i nominacions
Sofia Escobar va guanyar el premi "Millor Actriu de Musical" per la Whatsonstage Theatregoers Choice Awards mentre interpretaba a West Side Story. Ha estat nominada en la categoria de millor actriu als premis Laurence Olivier de 2009 per la seva actuació de Maria de West Side Story.
Va obtindre una nominació als Globus d'Or portuguesos per Revelació de l'Any 2010, on va cantar "Think of Me" de El fantasma de l'òpera.